# John Colson

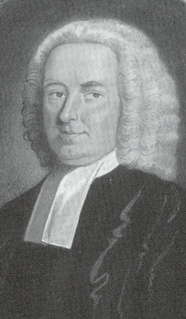
John Colson

John Colson (* 1680; † 1760) war ab 1739 bis zu seinem Tod Lucasischer Professor für Mathematik an der University of Cambridge, ein Lehrstuhl, der durch Isaac Newton berühmt wurde. 
Colson studierte (ohne Abschluss) am Christ Church College der University of Oxford. 1713 wurde er Fellow der Royal Society. Er unterrichtete Mathematik an verschiedenen Schulen, zum Beispiel in Lockington in Yorkshire (wo er Rektor war) und Rochester. Er wurde als Professor ans Sidney Sussex College der Universität Cambridge berufen und wechselte später zum Emmanuel College, wo er 1728 seinen Magister-Abschluss (M.A.) mit 48 Jahren erwarb.
Seine mathematischen Arbeiten sind von untergeordneter Bedeutung. Er veröffentlichte drei mathematische Arbeiten (über Kartenabbildung, über eine von ihm entwickelte neue arithmetische Technik für die Multiplikation großer Zahlen, negativo-affirmative arithmetic, ein balanziertes Ternärsystem, und das Lösen quadratischer und biquadratischer Gleichungen) und einen Essay über die Rechentechnik des blinden Mathematikers Nicholas Saunderson, der in dessen Elements of Algebra erschien. Er veröffentlichte in Englisch und Latein und war auch geläufig in Französisch und Italienisch, weshalb er auch als Übersetzer tätig war, zum Beispiel auf marinem Gebiet für das Mariners Magazine, aber auch aus den unterschiedlichsten anderen Bereichen wie ein Bibel-Wörterbuch aus dem Französischen. Er übersetzte auch einige von Isaac Newtons Werken aus dem Lateinischen ins Englische, so 1736 dessen Methodus Fluxionum et Serierum Infinitarum (1671) als Method of fluxions und 1761 der Arithmetica Universalis. Wie auch bei seinen anderen Übersetzungen ergänzte er diese durch eigene Kommentare. Er übersetzte auch ein Analysis-Lehrbuch von Maria Gaetana Agnesi ins Englische (mit der Absicht, eine speziell auf weibliche Leserschaft abzielende Einführung in die Analysis zu veröffentlichen), es wurde aber erst 1801 veröffentlicht.